# Żnin
Żnin é um município da Polônia, na voivodia da Cujávia-Pomerânia e no condado de Żnin. Estende-se por uma área de 8,35 km², com 14 169 habitantes, segundo os censos de 2017, com uma densidade de 1696,9 hab/km².